# Weerbach
De Weerbach is een rechter zijrivier van de Inn in de Oostenrijkse deelstaat Tirol. Zij ontspringt in de Tuxer Alpen op de flanken van de Grafensspitze (2619 m.ü.A.), de Hippoldspitze (2642 m.ü.A.), de Almkogel (2419 m.ü.A.) en de Hobarjoch (2512 m.ü.A.). Al gauw neemt de Weerbach het water van de Nafingbach op. Verder naar het noorden voegt het water van de Nurpensbach, de Sagbach, de Aignerbach, de Gumpenbach, de Ehrenbach, de Spechbach en de Bröbbach (bij Kolsassberg) zich bij de Weerbach, alvorens de rivier na door Weer te zijn gestroomd uitmondt in de Inn. De Weerbach vormt de grens tussen de Tiroler districten Innsbruck Land in het westen en Schwaz in het oosten.,